# 南史
『南史』（なんし）は、中国の南朝について書かれた歴史書。李大師により編纂が開始され、その子の李延寿によって完成された。二十四史の一つ。
全80巻で、本紀10巻・列伝70巻の構成となっている。
南北朝時代（439年 - 589年）の南朝にあたる国家、宋・斉・梁・陳の歴史を記している。詔令や上奏文の多くを削って叙事に重きを置き、記述の総量は断代史である『宋書』・『南斉書』・『梁書』・『陳書』を合わせた分量の半分ほどであるが、断代史の4書に見られない記述も少なくない。とくに恩倖伝の増補などにそれは顕著である。

## 内容

### 本紀
1. 宋本紀上第一 - 武帝・少帝
2. 宋本紀中第二 - 文帝・孝武帝・前廃帝
3. 宋本紀下第三 - 明帝・後廃帝・順帝
4. 斉本紀上第四 - 高帝・武帝
5. 斉本紀下第五 - 廃帝鬱林王・廃帝海陵恭王・高宗明皇帝・廃帝東昏侯・和帝
6. 梁本紀上第六 - 武帝上
7. 梁本紀中第七 - 武帝下
8. 梁本紀下第八 - 簡文帝・元帝・敬帝
9. 陳本紀上第九 - 武帝・文帝・廃帝
10. 陳本紀下第十 - 宣帝・後主

### 列伝
1. 列伝第一 后妃上 - 宋孝穆趙皇后・孝懿蕭皇后・武敬臧皇后・武張夫人・文章胡太后・少帝司馬皇后・文元袁皇后・孝武昭路太后・明宣沈太后・孝武文穆王皇后・前廃帝何皇后・明恭王皇后・後廃帝陳太妃・後廃帝江皇后・順陳太妃・順謝皇后・斉宣孝陳皇后・高昭劉皇后・武穆裴皇后・文安王皇后・鬱林王何妃・海陵王王妃・明敬劉皇后・東昏褚皇后・和王皇后
2. 列伝第二 后妃下 - 梁文献張皇后・武徳郗皇后・武丁貴嬪・武阮修容・簡文王皇后・元徐妃・敬夏太后・敬王皇后・陳武宣章皇后・文沈皇后・廃帝王皇后・宣柳皇后・後主沈皇后・張貴妃
3. 列伝第三 宋宗室及諸王上 - 劉道憐・劉道規・劉義慶・劉遵考・劉義真・劉義康・劉義恭・劉義宣・劉義季
4. 列伝第四 宋宗室及諸王下 - 宋文帝諸子・孝武諸子・孝明諸子
5. 列伝第五 - 劉穆之・徐羨之・傅亮・檀道済
6. 列伝第六 - 王鎮悪・朱齢石・毛脩之・傅弘之・朱修之・王玄謨
7. 列伝第七 - 劉敬宣・劉懐粛・劉粋・孫処・蒯恩・向靖・劉鍾・虞丘進・孟懐玉・胡藩・劉康祖
8. 列伝第八 - 趙倫之・蕭思話・臧燾
9. 列伝第九 - 謝晦・謝裕・謝方明・謝霊運
10. 列伝第十 - 謝弘微・謝荘・謝朏・謝譓・謝哲・謝顥・謝覧・謝挙・謝嘏・謝僑
11. 列伝第十一 - 王弘・王錫・王僧達・王融・王微・王遠・王僧祐・王籍・王瞻・王沖・王瑒・王瑜
12. 列伝第十二 - 王曇首・王僧綽・王倹・王騫・王規・王暕・王承・王訓・王僧虔・王慈・王泰・王志・王筠・王彬・王寂
13. 列伝第十三 - 王誕・王藻・王瑩・王亮・王華・王琨・王恵・王球・王景文・王蘊・王奐・王份・王琳・王銓・王錫・王僉・王勱・王質・王固
14. 列伝第十四 - 王裕之・王鎮之・王韶之・王悦之・王准之
15. 列伝第十五 - 王懿・到彦之・垣護之・張興世
16. 列伝第十六 - 袁湛・袁豹・袁淑・袁顗・袁粲・袁彖・袁昂・馬仙琕・袁君正・袁枢・袁憲・袁敬・袁泌
17. 列伝第十七 - 孔靖・孔琳之・殷景仁
18. 列伝第十八 - 褚裕之・褚秀之・褚淡之・褚球・褚湛之・褚彦回・褚玠
19. 列伝第十九 - 蔡廓・蔡興宗・蔡約・蔡撙・蔡凝
20. 列伝第二十 - 何尚之・何偃・何戢・何求・何点・何胤・何炯・何昌㝢・何敬容
21. 列伝第二十一 - 張裕・張永・張岱・張緒・張完・張充・張瓌・張率・張盾・張稷・張嵊・張種
22. 列伝第二十二 - 張邵・張敷・張沖・張暢・張融・張宝積・徐文伯・徐嗣伯
23. 列伝第二十三 - 范泰・荀伯子・徐広・鄭鮮之・裴松之・何承天
24. 列伝第二十四 - 顔延之・沈懐文・周朗
25. 列伝第二十五 - 劉湛・庾悦・顧琛・顧覬之
26. 列伝第二十六 - 羊欣・羊玄保・沈演之・江夷・江秉之
27. 列伝第二十七 - 沈慶之・宗愨
28. 列伝第二十八 - 柳元景・柳世隆・柳惔・柳惲・柳偃・柳盼・柳憕・柳忱・柳慶遠・柳津・柳仲礼・柳敬礼
29. 列伝第二十九 - 殷孝祖・殷琰・劉勔・劉悛・劉孺・劉覧・劉遵・劉苞・劉絵・劉孝綽・劉瑱
30. 列伝第三十 - 魯爽・薛安都・鄧琬・宗越・呉喜・黄回
31. 列伝第三十一 斉宗室 - 蕭道度・蕭道生・蕭遙光・蕭遙欣・蕭緬・蕭景先・蕭赤斧・蕭諶・蕭誕・蕭坦之
32. 列伝第三十二 斉高帝諸子上 - 蕭嶷
33. 列伝第三十三 斉高帝諸子下 - 蕭映・蕭晃・蕭曄・蕭暠・蕭鏘・蕭鑠・蕭鑑・蕭鋒・蕭鋭・蕭鏗・蕭銶・蕭鉉
34. 列伝第三十四 斉武帝諸子・文恵諸子・明帝諸子 - 蕭子良・蕭子卿・蕭子響・蕭子敬・蕭子懋・蕭子隆・蕭子真・蕭子明・蕭子罕・蕭子倫・蕭子貞・蕭子岳・蕭子文・蕭子峻・蕭子琳・蕭子建・蕭子夏・蕭昭秀・蕭昭粲・蕭宝義・蕭宝玄・蕭宝源・蕭宝寅・蕭宝攸・蕭宝嵩・蕭宝貞
35. 列伝第三十五 - 王敬則・陳顕達・張敬児・崔慧景
36. 列伝第三十六 - 李安人・戴僧静・桓康・焦度・曹武・呂安国・周山図・周盤龍・王広之
37. 列伝第三十七 - 荀伯玉・崔祖思・蘇侃・虞悰・胡諧之・虞玩之・劉休・江祏
38. 列伝第三十八 - 陸澄・陸慧曉・陸杲
39. 列伝第三十九 - 庾杲之・王諶・孔珪・劉懐珍
40. 列伝第四十 - 劉瓛・明僧紹・庾易・劉虯
41. 列伝第四十一 梁宗室上 - 蕭景・蕭懿・蕭敷・蕭暢・蕭融・蕭宏
42. 列伝第四十二 梁宗室下 - 蕭秀・蕭偉・蕭恢・蕭憺
43. 列伝第四十三 梁武帝諸子 - 昭明太子・蕭綜・蕭績・蕭続・蕭綸・蕭紀
44. 列伝第四十四 梁簡文帝諸子・元帝諸子 - 哀太子大器・尋陽王大心・南海王大臨・南郡王大連・安陸王大春・武烈世子方等・貞恵世子方諸・愍懐太子方矩
45. 列伝第四十五 - 王茂・曹景宗・曹義宗・席闡文・夏侯詳・吉士瞻・蔡道恭・楊公則・鄧元起・張恵紹・張澄・馮道根・康絢・昌義之
46. 列伝第四十六 - 張弘策・庾域・鄭紹叔・呂僧珍・楽藹
47. 列伝第四十七 - 沈約・范雲
48. 列伝第四十八 - 韋叡・裴邃
49. 列伝第四十九 - 江淹・任昉・王僧孺
50. 列伝第五十 - 范岫・傅昭・孔休源・江革・徐勉・許懋・殷鈞
51. 列伝第五十一 - 陳伯之・陳慶之・蘭欽
52. 列伝第五十二 - 賀瑒・司馬褧・朱异・顧協・徐摛・鮑泉
53. 列伝第五十三 - 王神念・羊侃・羊鴉仁
54. 列伝第五十四 - 江子一・胡僧祐・徐文盛・陰子春・杜崱・王琳・張彪
55. 列伝第五十五 陳宗室諸王 - 陳擬・陳詳・陳慧紀・陳昌・陳曇朗・陳伯茂・陳伯山・陳伯固・陳伯恭・陳伯仁・陳伯義・陳伯礼・陳伯智・陳伯謀
56. 列伝第五十六 - 杜僧明・周文育・侯瑱・侯安都・欧陽頠・黄法𣰰・淳于量・章昭達・呉明徹
57. 列伝第五十七 - 胡穎・徐度・杜稜・周鉄武・程霊洗・沈恪・陸子隆・銭道戢・駱文牙・孫瑒・徐世譜・周敷・荀朗・周炅・魯悉達・蕭摩訶・任忠・樊毅
58. 列伝第五十八 - 趙知礼・蔡景歴・宗元饒・韓子高・華皎・劉師知・謝岐・毛喜・沈君理・陸山才
59. 列伝第五十九 - 沈炯・虞茘・傅縡・顧野王・姚察
60. 列伝第六十 循吏 - 吉翰・杜驥・申恬・杜慧度・阮長之・甄法崇・傅琰・虞愿・王洪範・沈瑀・范述曾・孫謙・何遠・郭祖深
61. 列伝第六十一 儒林 - 伏曼容・何佟之・厳植之・司馬筠・卞華・崔霊恩・孔僉・盧広・沈峻・孔子祛・皇侃・沈洙・戚袞・鄭灼・張譏・顧越・沈不害・王元規
62. 列伝第六十二 文学 - 丘霊鞠・檀超・卞彬・丘巨源・王智深・崔慰祖・祖沖之・賈希鏡・袁峻・劉昭・鍾嶸・周興嗣・呉均・劉勰・何思澄・任孝恭・顔協・紀少瑜・杜之偉・顔晃・岑之敬・何之元・徐伯陽・張正見・阮卓
63. 列伝第六十三 孝義上 - 龔穎・劉瑜・賈恩・郭世通・厳世期・呉逵・潘綜・張進之・丘傑・師覚授・王彭・蔣恭・徐耕・孫法宗・范叔孫・卜天与・許昭先・余斉人・孫棘・何子平・崔懐順・王虚之・呉慶之・蕭叡明・蕭矯妻羊氏・公孫僧遠・呉欣之・韓係伯・丘冠先・孫淡・華宝・解叔謙・韓霊敏・劉渢・封延伯・呉達之・王文殊・楽頤之・江泌・庾道愍
64. 列伝第六十四 孝義下 - 滕曇恭・陶季直・沈崇傃・荀匠・吉翂・甄恬・趙抜扈・韓懐明・褚脩・張景仁・陶子鏘・成景儁・李慶緒・謝藺・殷不害・司馬暠・張昭
65. 列伝第六十五 隠逸上 - 陶潜・宗少文・沈道虔・孔淳之・周続之・戴顒・翟法賜・雷次宗・郭希林・劉凝之・龔祈・朱百年・関康之・漁父・褚伯玉・顧歓・杜京産
66. 列伝第六十六 隠逸下 - 臧栄緒・呉苞・徐伯珍・沈麟士・阮孝緒・鄧郁・陶弘景・諸葛璩・劉慧斐・范元琰・庾詵・張孝秀・庾承先・馬枢
67. 列伝第六十七 恩倖 - 戴法興・徐爰・阮佃夫・紀僧真・劉係宗・茹法亮・呂文顕・茹法珍・周石珍・陸験・司馬申・施文慶・沈客卿・孔範
68. 列伝第六十八 夷貊上 - 林邑国・扶南国・中天竺国・師子国
69. 列伝第六十九 夷貊下 - 高句麗・百済・新羅・倭国・扶桑国・河南王・宕昌国・鄧至国・武興国・荊雍州蛮・豫州蛮・高昌国・亀茲・于闐・波斯国・蠕蠕
70. 列伝第七十 賊臣 - 侯景・熊曇朗・周迪・留異・陳宝応